# Riu Ogre
El riu Ogre és un riu de Letònia. Neix a Siveninš i flueix fins a desembocar a Daugava. Té una longitud de 188 km, i un cabal mitjà a la desembocadura de 17,9 m³/s, amb un màxim de 177 m³/s i un mínim de 2,1 m³/s Part del recorregut del riu transcorre pel Parc Natural de la Vall d'Ogre.

## Afluents

### Afluents pel marge esquerre
- Viešupe (15 km);
- Virdzite (8 km);
- Ilzite (12 km);
- Valola (17 km);
- Sumulda (12 km);
- Lobe (22 km).

### Afluents pel marge dret

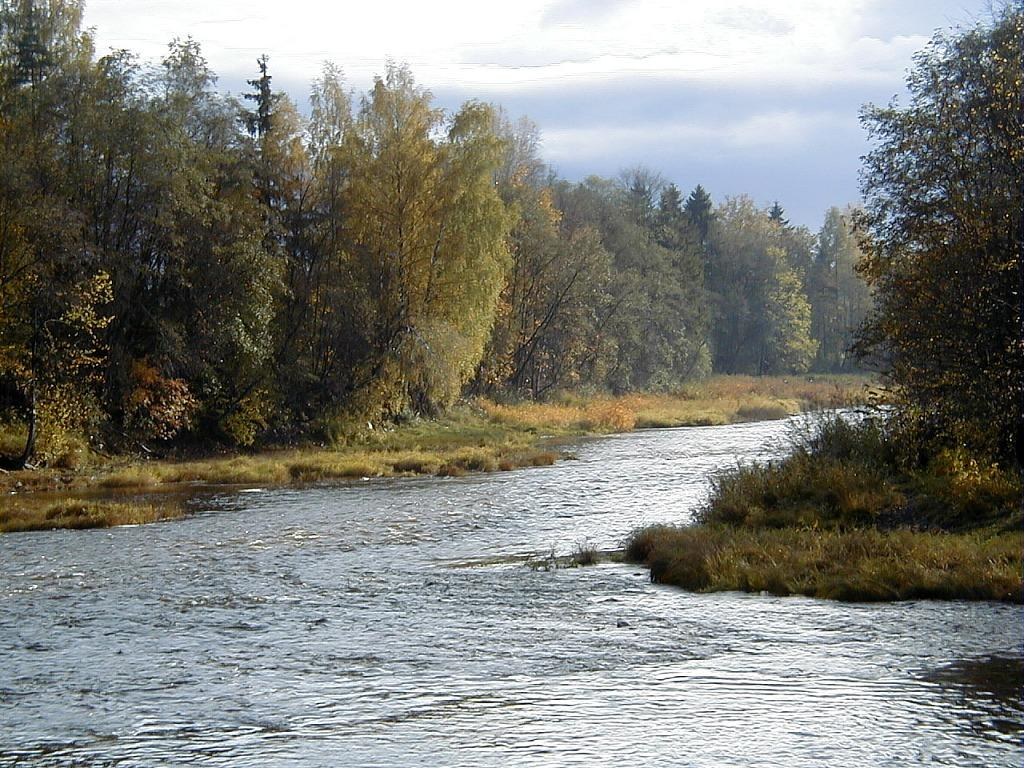
Ogre a Libieškalns.

- Garšupe (12 km);
- Sustala (16 km);
- Risene (10 km);
- Alainite (12 km);
- Meltne (13 km);
- Vegerupite (7 km);
- Piparupite (9 km);
- Naruža (12 km);
- Licupe (40 km);
- Skolasupe (14 km);
- Aviekste (28 km);
- Ranka (21 km).
- Norupite (21 km)